# Lepidium oxycarpum
Lepidium oxycarpum là một loài thực vật có hoa trong họ Cải. Loài này được Torr. & A. Gray mô tả khoa học đầu tiên năm 1838.